# Thomas Dworzak
Thomas Dworzak est un photojournaliste et photographe de guerre allemand, né en 1972 à Bad-Kötzting, en Allemagne.
Lauréat d’un World Press Photo en 2001, il est membre titulaire de Magnum Photos depuis 2004 et a présidé cette agence de 2017 à 2020.

## Biographie
Thomas Dworzak naît en 1972 à Bad-Kötzting, en Bavière. Il grandit à Cham, à quelques kilomètres du rideau de fer et de la frontière avec la Tchécoslovaquie, au sein d’une famille d’enseignants.
« Avec l’idée un peu floue d’être photographe », il voyage en Irlande du Nord, en Israël, en Palestine et en Yougoslavie alors qu'il est encore lycéen.
Autodidacte, il s’installe en 1992 à Moscou puis à Tbilissi, en Géorgie de 1993 à 1998. Il documente les conflits en Tchétchénie, au Karabakh et en Abkhazie.
En 2000 il est récompensé par un prix Bayeux Calvados-Normandie des correspondants de guerre pour un reportage en Tchétchénie.
Thomas Dworzak intègre l’agence Magnum Photos en 2000. Il en devient membre titulaire en 2004, avant d’en devenir président de 2017 à 2020.
Il documente la crise des réfugiés de 2015, et participe à la conception d’«Europe - un guide photographique pour les réfugiés », un livre autoproduit et distribué gratuitement aux migrants.
Il a remporté un prix World Press Photo en 2001 et a reçu la médaille Hood de la Royal Photographic Society en 2018.
Thomas Dworzak préside le 29e prix Bayeux Calvados-Normandie des correspondants de guerre en 2022.

## Publications
- Taliban. London: Trolley, 2003.  (ISBN 978-0954264857) / Frankfurt: Hans-Jürgen Maurer, 2003.  (ISBN 978-3000114021).
- *M*A*S*H Iraq. London: Trolley, 2007.  (ISBN 978-1904563600).
- Kavkaz. Amsterdam: Schilt, 2011.  (ISBN 978-9053306994).
- Beyond Sochi. Paris: Seriti; Magnum Photos, 2014.  (ISBN 978-2954793306).

### Ouvrages collectifs
- Katrina: An Unnatural Disaster. Avec Stanley Greene, Kadir van Lohuizen, et Paolo Pellegrin, 2006.
- Georgian Spring: A Magnum Journal = ქართულიგაზაფხული მაგნუმი ს დღიურები. London: Chris Boot, New York: Magnum, 2009.  (ISBN 978-1905712151). Introduction by Wendell Steavenson, photographs by various Magnum photographers..
- A Year in Photography: Magnum Archive. Munich: Prestel; New York, Paris, London, Tokyo: Magnum, 2010.  (ISBN 978-3-7913-4435-5).
- Europa – An introduction and guide for Refugees and Migrants. Barcelona: Arab Fund for Arts and Culture; Magnum Foundation; Al-liquindoi, 2016.  (ISBN 978-84-617-5237-9). Textes en arabe, farsi, anglais, et français.
- Home. Tokyo: Magnum Photos Tokyo, 2018.  (ISBN 978-4-9909806-0-3).

## Prix et distinctions
Liste non exhaustive
- 2000 : Prix Bayeux Calvados-Normandie des correspondants de guerre, 2e prix, pour son reportage « Départ de Grozny »  publié par Newsweek, Paris Match, The New York Times[1].
- 2001 : World Press Photo, Spot News Story, 1er prix, pour un reportage effectué à Grozny pendant la seconde guerre de Tchétchénie[4]
- 2003 : Pictures of the Year International, prix d’excellence, « U.S. News & World Report » pour sa photo « Chechnya–Girl With Balloons »[5].
- 2004 : Pictures of the Year International, prix d’excellence, « Magazine Division / General News Reporting », for Chained, for Time magazine[6].
- 2018 : Médaille Hood de la Royal Photographic Society[7]